# Hurley, Wisconsin
Hurley là một thành phố thuộc quận Iron, tiểu bang Wisconsin, Hoa Kỳ. Năm 2000, dân số của thành phố này là 1818 người.